# Jeong Chang-hwa
Chang-Wha Chung (nascut l'1 de novembre de 1928) és un director de cinema, productor i guionista de Corea del Sud. Chung va debutar com a director amb The Final Temptation (1953) i va cridar l'atenció només quan va estrenar A Sunny Field el 1960. Durant la dècada de 1960 va començar a col·laborar amb la indústria cinematogràfica de Hong Kong. El 1968, es va unir a Shaw Brothers i va dirigir clàssics d'arts marcials com King Boxer (1972) (la primera pel·lícula de Hong Kong que va assolir el número 1 de la taquilla dels Estats Units el 1973, també coneguda com a Five Fingers of Death). Es va traslladar a Golden Harvest el 1973, on va dirigir nombroses produccions fins que va tornar a Corea del Sud el 1977 per continuar la seva carrera.

## Filmografia

### Pel·lícules
Aquesta és una llista parcial de pel·lícules.
- The Final Temptation (1953)
- A Street of Temptation (1954)
- Second Start (1955)
- Janghwa Hongryeon jeon (1956)
- The Palace of Ambition (1957)
- A Sunny Field (1960)
- A Bonanza (1961)
- Jang Hee-bin (1961)
- The Story of Jang-hwa and Hong-ryeon (1962)
- Sunset on the River Sarbin (1965)
- Dangerous Youth (1966)
- Six Assassins (1971)
- King Boxer (aka Five Fingers of Death) (1972)
- The Devil's Treasure (1973)
- The Association (1975)
- The Double Crossers (1976)
- 1977 Broken Oath - Director.[5][6]

## Premis
- 2011 31ns Premis de l'Associació Coreana de Crítics de Cinema: Premi a la contribució al cinema[7]
- 2012 11è Festival de Cinema Asiàtic de Nova York: Premi Star Asia Lifetime Achievement[8]
- 2015 52ns Grand Bell Awards: Premi a la trajectòria